# Sistema d'Informació de Schengen
El Sistema d’Informació de Schengen (SIS) és una base de dades governamental mantinguda per la Comissió Europea. El SIS és utilitzat per 31 països europeus per trobar informació sobre persones i entitats a efectes de seguretat nacional, control de fronteres i aplicació de la llei des del 2001. Una segona versió tècnica d'aquest sistema, SIS II, va entrar en funcionament el 9 d'abril de 2013.

## Països participants
La informació del SIS es comparteix entre les institucions dels països participants al Conveni d’aplicació de l'Acord de Schengen (SAAC). Els cinc països participants originals eren França, Alemanya, Bèlgica, els Països Baixos i Luxemburg. Vint-i-un països addicionals s’han anat adherint al sistema des de la seva creació: Espanya, Portugal, Itàlia, Àustria, Grècia, Finlàndia, Suècia, Suïssa, Dinamarca, Islàndia, Noruega, Estònia, República Txeca, Hongria, Letònia, Lituània, Malta, Polònia, Eslovàquia, Eslovènia i Liechtenstein. Entre els participants actuals, Islàndia, Liechtenstein, Noruega i Suïssa són membres de l'espai europeu de lliure comerç (EFTA) però no de la Unió Europea.
Tot i que Irlanda i el Regne Unit (quan encara era membre de la UE) no havien signat el conveni d'aplicació de l'acord de Schengen, tenien dret a participar en la cooperació de Schengen d'acord amb els termes del Tractat d'Amsterdam, que va introduir les disposicions de l'acquis de Schengen al dret de la Unió Europea. L'acquis de Schengen va permetre que el Regne Unit i Irlanda participessin en tot o en part dels acords del conveni Schengen.
Des de l’1 d’agost de 2018, Bulgària i Romania tenen accés complet al SIS; abans, només tenien accés al SIS a efectes d'aplicació de la llei. Croàcia té accés al SIS a efectes d'aplicació de la llei, mentre que Xipre no hi té accés. Irlanda se sumà a l'aspecte d'aplicació de la llei l'1 de gener de 2021 i va tenir "plena capacitat operativa" a partir del març de 2021.

## Introducció
La informació del SIS s’emmagatzema d’acord amb la legislació de cada país participant. Hi ha més de 46 milions d'entrades (anomenades "alertes") al SIS, la majoria sobre documents d'identitat perduts. Les alertes de persones representen al voltant de l'1,9 per cent de la base de dades (uns 885.000 registres). Cada alerta conté informació com: nom, data de naixement, gènere, nacionalitat, àlies, armes o antecedents de violència, el motiu de l'alerta i l'acció que s'ha de dur a terme si es troba la persona. El SIS no registra les entrades i sortides dels viatgers de l'espai Schengen.

## Història
El 25 de març de 1957 es va signar el tractat de Roma. El 3 de febrer de 1958 es va constituir la unió econòmica dels països del Benelux. Tots dos acords tenien com a objectiu permetre la lliure circulació de persones i mercaderies a través de les fronteres nacionals. Els països del Benelux, com a grup més petit, van ser capaços d’implementar ràpidament l’acord. El focus de la Comunitat Econòmica Europea (CEE) es va centrar en la integració econòmica. No va ser fins que l'acord de Saarbrücken es va signar el 13 de juliol de 1984 quan es van facilitar els controls fronterers entre França i Alemanya.
El 14 de juny de 1985, França, Alemanya i els tres països del Benelux van completar l'Acord de Schengen. Els controls fronterers sobre persones i mercaderies entre aquests estats es van anar relaxant gradualment. El 19 de juny de 1990, als cinc primers estats s'hi van unir Espanya, Portugal, Itàlia, Grècia, Àustria i cinc països de la Unió de Passaports Nòrdics: Dinamarca, Finlàndia, Islàndia, Noruega i Suècia.
El 21 de desembre de 2007, la zona de llibertat de moviments de Schengen es va ampliar per incloure Estònia, Txèquia, Hongria, Letònia, Lituània, Malta, Polònia, Eslovàquia i Eslovènia.

## Aspectes legals i característiques tècniques
El SIS es va crear per mantenir la seguretat europea a partir del 25 de març del 2001, quan es va relaxar la seguretat fronterera entre quinze països. El SIS requereix que els estats Schengen respectin la força legal de la informació que conté. També requereix que els estats respectin la privadesa i la llibertat individual de les persones les dades de les quals es conserven segons les lleis nacionals de tractament de dades. El sistema de processament d’informació del SIS ha d’estar permanentment connectat a les bases de dades dels països membres i s’ha d’actualitzar en temps real.
Aquests compromisos es complementen amb procediments de consulta entre els països membres. S'hi poden debatre qüestions com la confirmació de la informació, la variació de les accions dirigides a través del SIS, les qüestions de residència i les ordres internacionals d'arrest.
El SIS està controlat per una autoritat composta per representants dels estats membres. La protecció de dades personals és una responsabilitat fonamental. A nivell tècnic, els països participants van adoptar una arquitectura de processament de dades formada per una ubicació central que conté la base de dades de referència, conegut com C-SIS, per al qual la CAAS confia la responsabilitat a la República Francesa, i una ubicació per país, conegut com a N-SIS, que conté una còpia de la base de dades.

## Dades
El tipus de dades sobre persones guardades al SIS inclou: sol·licituds d’extradició, no desitjabilitat de la presència en un territori concret, edat menor, malalties mentals, estat de persona desapareguda, una necessitat de protecció, sol·licituds d'una autoritat judicial i sospitosos de delicte. El SIS també conserva dades referents a armes de foc perdudes, robades i mal apropiades, documents d’identitat, vehicles de motor i bitllets moneda.
França és responsable de la gestió del SIS i utilitza un sistema automatitzat d’actualitzacions de dades que es produeix cada cinc minuts. El SIS adreça automàticament les dades a les consultes que arriben a través de grans bases de dades nacionals. Cada nació membre té una oficina responsable de les comunicacions del SIS.
El SIS també té una funció anomenada «Sol·licitud d'Informació Suplementària a l'Entrada Nacional» (SIRENE per les inicials en anglès de «Supplementary Information Request at the National Entries»). És un sistema d'intercanvi entre els Estats membres de l'espai Schengen d'informació complementària sobre descripcions, la finalitat del qual és el manteniment de la seguretat pública, el suport a la policia, la cooperació judicial i la gestió del control de les fronteres exteriors.
Les oficines SIRENE a cada estat membre de l'espai Schengen comuniquen la informació complementària sobre descripcions, registren una alerta o «hit», en la seva terminologia, en el registre de dades del SIS i reenvien més informació per ajudar les investigacions, coordinen les operacions relatives a les descripcions registrades al Sistema d'Informació Schengen (SIS) i garanteixen que es prenen les mesures adequades quan es deté una persona buscada, quan intenta tornar a entrar una persona a qui ja ha estat denegada l'entrada a l'espai Schengen, quan es troba una persona desapareguda, quan es confisca un cotxe o un document d'identitat robats, etc. A més, les Oficines SIRENE també intercanvien dades rellevants per a la cooperació policial i judicial, consulten les bases de dades, coordinen les operacions transfrontereres, etc.

## Cooperació policial i assistència legal mútua
A més de SIS i SIRENE, la convenció de Schengen va garantir la cooperació policial i l'assistència mútua legal. La policia dels països membres pot cooperar per prevenir i identificar els delictes (article 39), continuar la vigilància transfronterera (article 40), persecucions transfronterers en determinades circumstàncies (article 41) i compartir informació que sigui significativa per a la repressió o la prevenció de delictes flagrants o amenaces a l'ordre i la seguretat ciutadana (article 46). Això permet executar sentències penals i extradicions quan un nacional intenti refugiar-se en un altre territori.

## Evolució de sistema
El novembre de 2011, el SIS1 es va renovar per segona vegada. El motiu principal de la renovació era connectar més estats.
El 2007, mentre es feien els desenvolupaments, Portugal havia ofert l'ús d'una versió anomenada "SISone4ALL" desenvolupada per SEF (el servei portuguès de control de fronteres) i Critical Software.
El 15 d'octubre de 2010, Bulgària i Romania es van unir al SIS II per a la cooperació en matèria d'aplicació de la llei.
El 9 d'abril de 2013, el SIS II va entrar en funcionament.
El 27 de juny de 2017, Croàcia es va unir al SIS II per a la cooperació en matèria d'aplicació de la llei.
L'1 d'agost de 2018, Bulgària i Romania van obtenir accés complet al SIS.
L'1 de gener de 2021, Irlanda es va unir a l'aspecte d'aplicació de la llei, amb accés complet al SIS a efectes d'aplicació de la llei a partir del 15 de març de 2021.

## Brexit
L’ús del sistema d’informació Schengen està limitat als membres de la Unió Europea i signants del Conveni de sol·licitud de l’acord de Schengen. Tot i que encara era membre de la UE però no de l'Acord de Schengen, el Regne Unit tenia un accés limitat al SIS. Aquest accés va cessar a partir de l'1 de gener de 2021. El juny de 2020, el subcomitè de seguretat i intel·ligència de la Cambra dels Lords, en escoltar proves del ministre de l’Interior James Brokenshire, va expressar la seva preocupació pel fet que el fracàs de la negociació comercial (post-Brexit) entre el Regne Unit i la UE pogués comportar retards preocupants a accés a la intel·ligència antiterrorista.